# Cabinet Ehard I
Le premier cabinet de Hans Ehard était le gouvernement du Land de Bavière du 21 décembre 1946 au 20 septembre 1947, ce qui en fait le troisième gouvernement fédéré bavarois d'après-guerre.
Dirigé par le chrétien-social Hans Ehard, il était soutenu par une grande coalition entre l'Union chrétienne-sociale en Bavière (CSU) et le Parti social-démocrate d'Allemagne (SPD)

## Composition
| Fonction                                       | Titulaire | Titulaire                               | Parti | Secrétaire d'État |
| ---------------------------------------------- | --------- | --------------------------------------- | ----- | --- |
| Ministre-président                             |           | Hans Ehard                              | CSU   | Anton Pfeiffer directeur de la chancellerie d'État |
| Vice-ministre-président Ministre de la Justice |           | Wilhelm Hoegner                         | SPD   | Ludwig Hagenauer (du 10/01 au 15/07/1947) Carljörg Lacherbauer (à partir du 18/07/1947)                                                                         |
| Ministre de l'Intérieur                        |           | Josef Seifried                          | SPD   | Willi Ankermüller à partir du 10 janvier 1947 Franz Fischer (Construction) à partir du 10 janvier 1947 Wolfgang Jaenicke (Réfugiés) à partir du 31 janvier 1947 |
| Ministre des Finances                          |           | Hans Kraus                              | CSU   | Hans Müller |
| Ministre de l'Économie                         |           | Rudolf Zorn                             | SPD   | Hugo Geiger à partir du 10 janvier 1947 Lorenz Sedlmayr (Planification et reconstruction) à partir du 10 janvier 1947                                           |
| Ministre de l'Agriculture et des Forêts        |           | Joseph Baumgartner                      | CSU   | Hans Gentner |
| Ministre des Transports                        |           | Otto Frommknecht à partir du 10/01/1947 | CSU   | Hans Schuberth du 10 janvier au 31 août 1947 |
| Ministre de l'Enseignement et de la Culture    |           | Alois Hundhammer                        | CSU   | Claus Pittroff Dieter Sattler (Beaux arts) à partir du 31 janvier 1947                                                                                          |
| Ministre du Travail et de l'Assistance sociale |           | Albert Roßhaupter                       | SPD   | Heinrich Krehle |
| Ministre avec Attributions spéciales           |           | Alfred Loritz jusqu'au 24/06/1947       | WAV   | Arthur Höltermann jusqu'au 28 mai 1947 |
| Ministre avec Attributions spéciales           |           | Ludwig Hagenauer à partir du 15/07/1947 | CSU   | Camille Sachs à partir du 15 juillet 1947 |